# Joseph Cao
Joseph Cao (født 13. marts 1967 i Saigon, Sydvietnam) er en amerikansk politiker og advokat. Han er medlem af det republikanske parti i USA. I december 2008 blev han valgt til Repræsentanternes Hus i USA, og han er den første vietnamesisk-amerikanske person, som får en plads i USAs Kongres. Han forlod Sydvietnam i 1976 og rejste til USA sammen med sin mor og søstre. Cao blev uddannet i fysik ved Baylor University og filosofi ved Fordham University. 